# Slipway Fires
Slipway Fires is het derde studioalbum van Razorlight, dat op 3 november 2008 uitkwam.
De leadzanger van de band, Johnny Borrell, beschouwt het als het "makkelijkste album om te maken tot nu toe". Ook liet hij weten dat ze het snel wilden opnemen, er niet al te veel over na wilden denken en dat het niet overgeproduceerd moest klinken. Aan inspiratie was er geen gebrek.
Toch werd het album over het algemeen matig ontvangen door de pers. Op Metacritic is te lezen dat het gemiddelde cijfer uit 15 recensies over het album een 5,2 bedraagt. De BBC noemt Slipway Fires bijvoorbeeld "het meest hilarische album dat je het hele jaar zult horen". Times Online stelt zelfs dat het album "aanzet tot moordneigingen" en vindt dat de eerste single, de pianoballade 'Wire To Wire', "het slechtste nummer van 2008 moet worden". Clashmusic vindt daarentegen dat het album "de aandacht van de luisteraar waard is".

## Tracks
1. "Wire To Wire" - 3:05 (Borrell)
2. "Hostage Of Love" - 3:44 (Borrell/Burrows)
3. "You And The Rest" - 3:25 (Borrell)
4. "Tabloid Lover" - 2:58 (Borrell)
5. "North London Trash" - 3:28 (Borrell)
6. "60 Thompson" - 2:37 (Borrell/Burrows)
7. "Stinger" - 4:17 (Burrows/Borrell)
8. "Burberry Blue Eyes" - 3:33 (Borrell/Burrows)
9. "Blood For Wild Blood" - 3:10 (Borrell)
10. "Monster Boots" - 4:34 (Borrell)
11. "The House" - 3:55 (Borrell)